# SG (レーダー)
SGは、レイセオン社が開発した2次元レーダー。第二次世界大戦中期以降、アメリカ海軍の駆逐艦以上の戦闘艦において標準的な低空警戒・対水上捜索レーダーとして搭載された。一文字目の「S」は捜索用途であることを、また二文字目の「G」はその目的としては7番目に開発されたことを意味している。当初はCXGRとも称された。

## 来歴
1930年代の段階では、レーダー送信機の発振器としては三極管、後にはクライストロンが用いられていたが、当時の技術では発振波長はメートル波（VHF）となり、遠達性に優れる一方で分解能に問題があった。しかし1940年2月にバーミンガム大学のジョン・ランドールとハリー・ブートが空洞マグネトロンを発明したことで、レーダーは一気にセンチメートル波へと高周波化された。イギリス海軍は直ちにマグネトロンを用いた低空警戒・対水上捜索レーダーの開発に着手し、1941年3月には3 GHzの271型レーダーを実用化した。
これに範をとって、イギリスから導入したマグネトロンの技術によって開発されたのが本機である。これにより、本機はアメリカ合衆国で開発されたものとしては初の波長10センチメートル（周波数3ギガヘルツ）帯のレーダーとなった。また本機は、レイセオン社初のレーダーであるとともに、マイクロ波による対水上捜索レーダーとしては初めて平面位置表示器（PPI）を導入した機種でもあった。

## 配備
本機は、1941年6月より駆逐艦「セムズ」において洋上試験を行ったのち、1942年4月に重巡洋艦「オーガスタ」に搭載されたのを皮切りに艦隊配備を開始した。1942年10月11日のサボ島沖海戦では、SGレーダーの情報に基づく夜間射撃により、日本海軍が苦杯をなめることとなった。また11月の第三次ソロモン海戦およびルンガ沖夜戦では、駆逐艦「フレッチャー」において、本機によって得られた高精度の情報が艦長の戦闘指揮を大いに助けたとして、その情報の分析・伝達を担った副長J・ワイリー少佐がシルバースターを授与されており、この際の情報処理要領はCICコンセプト創出の基礎のひとつにもなっている。
当初は出力の低さや、導波管での減衰のためにアンテナと表示器を離して配置できないなどの問題が指摘された。このため、出力を50キロワットに増強するなどの現場改良を加えたSGaが開発され、1943年5月以降の量産型はこれに準じたSG-1に移行した。また大戦末期には、これらをもとに、PPIスコープや受信機に改良を加えたSGbおよびSG-1bも実用化された。
戦後にも順次に改良が加えられた。
SG-3
動作周波数がSwバンド（3.49 GHz、波長8.6 cm）に変更され、これにより探知距離はSGaと比して50％増となった。またアンテナもソリッド型からメッシュ型に変更されるなど改設計され、ビーム幅は3度と鋭くなった。1945年中盤より生産に入った。
SG-4
送信尖頭電力500 kWと出力増強され、パルス幅も0.3ないし1.2マイクロ秒に短縮された。またアンテナには2軸の安定化機構が導入された。
SG-5
反射板を改設計するとともに、周波数をXbバンド（6.3 GHz）に高周波化した。
SG-6
最終生産型。SO-5/6の高周波発生器やSR-4/6のコンソールが導入された。送信尖頭電力125 kW、パルス幅0.37ないし1.3マイクロ秒。またアンテナとしては、対水上捜索用と天頂捜索用の2基を備えており、ビーム幅は、前者が1.6×14.5度、後者は2.75度であった。
その後、Xbバンドがレーダー用の割り当てから外されたことから、本機の運用も終了したが、より低周波数のCバンドを使用する派生型であるAN/SPS-4は運用を継続した。